# Monomyces rubrum
Monomyces rubrum är en korallart som först beskrevs av Jean René Constant Quoy och Joseph Paul Gaimard 1833.  Monomyces rubrum ingår i släktet Monomyces och familjen Flabellidae. Inga underarter finns listade i Catalogue of Life.